# 加藤有生子
加藤 有生子（かとう ゆうこ、1969年8月2日 - ）は、日本の女性声優、ナレーター。千葉県出身。フリー。
旧芸名は加藤 ゆう子、加藤 優子。

## 来歴
千葉県で誕生後、幼少期はオランダで数年を過ごし、後に大阪府、兵庫県、東京都で過ごした。
4年の会社員生活を経て、1996年から司会者・レポーターとして活動。NHK小学6年理科番組『はてな・サイエンス』と『しらべてサイエンス』のお姉さんを4年間務めた。その後は声優業を中心に活動。
2002年4月から芸名を「加藤ゆう子」、2014年2月14日に「加藤有生子」に改名。後者は当時所属していたメディアフォースの解散によってフリーになったときに改名したものである。
2010年7月までは81プロデュース、2011年よりオフィス野沢に所属。2012年、オフィス野沢廃業にあたって、4月1日付けでメディアフォースに移籍した。2014年、メディアフォース廃業にあたってフリーとなる。現在はナレーターキャスティング「猪鹿蝶」に登録しつつ、フリーで活動を継続している。2021年8月5日付でユカイナル合同会社と外画吹替・アニメ分野での業務提携を結んでいたが、2022年現在は解消している。

## 人物
祖父に作詞家の加藤省吾、親戚に映画監督の中山節夫がいる。
本名の「優子」から「有生子」への改名について、当時、フリーランスとして独り立ちすべきか悩んでいる最中に所属事務所のメディアフォースが解散したことから否応なしにフリーになってしまった際の改名であり、「優しいだけでは生きていけない。仕事には強さも必要だと思ったんです」と語っている。

## 出演
太字はメインキャラクター。

### テレビアニメ
1996年
- 爆走兄弟レッツ&ゴー!!（子供B）

1997年
- ポケットモンスター（トレーナー少年）

1998年
- アリスSOS（根性みき）
- 金田一少年の事件簿（1998年 - 1999年、桐沢緑子、ぱとりしあ）
- DTエイトロン（メイド）
- デビルマンレディー（不動ジュンの友人の美容師）
- Night Walker -真夜中の探偵-（友人、女ブリード）
- 虹の戦記イリス（女性客ロボ）
- 爆走兄弟レッツ&ゴー!! MAX（子供A）
- 名探偵コナン（1998年 - 2025年、幸田早苗、小林澄子、売店店員）

1999年
- 仙界伝 封神演義（費氏）
- ゾイド -ZOIDS-（1999年 - 2000年、秘書、ルイーズの補佐官）
- D4プリンセス（足立先生、寮長）
- デュアル!ぱられルンルン物語（ライラ・フェニックス）
- 爆球連発!!スーパービーダマン（カケル）

2000年
- GEAR戦士電童（出雲みどり、リンダ・スー、機士ドラッグ）
- だぁ!だぁ!だぁ!（養護教諭）
- とっとこハム太郎（ヒカリさん）

2001年
- 鋼鉄天使くるみ2式（女術者、生徒）
- 砂漠の海賊!キャプテンクッパ（さくらんぼ）
- サラリーマン金太郎（青葉高子）
- ジャングルはいつもハレのちグゥ（宿泊客）
- フィギュア17 つばさ&ヒカル（萩原健太、日比野明子、予告ナレーション、客）

2002年
- 王ドロボウJING（シードル母）
- 爆闘宣言ダイガンダー（エミー）
- パラッパラッパー（オーイエー母鳥）
- ロックマンエグゼ（球太の母）

2003年
- カレイドスター（ジュリア）

2004年
- アガサ・クリスティーの名探偵ポワロとマープル（セアラ、ヘレン）
- 陰陽大戦記（2004年 - 2005年、楓のクレナイ、おかみさん）
- KURAU Phantom Memory（アナウンス）
- 恋風（小日向梢絵）
- ゾイドフューザーズ（サラ）
- モンキーターン（河野美雪）

2005年
- ああっ女神さまっ（2005年 - 2006年、聖の母親） - 2シリーズ
- おくさまは女子高生（女性）
- かみちゅ!（紅茶キノコの神）
- ゾイドジェネシス（ストーン・ハーラ）
- MAJOR シリーズ（2005年 - 2007年、宇佐美球太、子ども時代の本田茂治、名倉） - 3シリーズ

2006年
- すもももももも 地上最強のヨメ（孝士の母）
- 武装錬金（花房）

2007年
- エル・カザド（看護婦長）
- きらりん☆レボリューション（2007年 - 2008年、早乙女ヒミコ、細川編集長）
- スカイガールズ（桜野花絵）
- ぜんまいざむらい（テンカア、ハタキ）
- D.Gray-man（女）
- トレジャーガウスト（我楽多美子）
- NANA（一ノ瀬皐）
- ぼくらの（マキ母）

2008年
- Yes!プリキュア5GoGo!（よしみの母）
- ゴルゴ13（カレン、キャスター）
- 絶対可憐チルドレン（女将）
- ソウルイーター（レイチェルのママ）
- テレパシー少女 蘭（鈴子）
- 我が家のお稲荷さま。（甘味処店長）

2010年
- ハートキャッチプリキュア!（花咲みずき）

2012年
- エウレカセブンAO（ハンナ・ベスター）

2014年
- ベイビーステップ（英一郎の母）

2016年
- 魔法つかいプリキュア!（2016年 - 2025年、朝日奈今日子） - 2シリーズ

2017年
- いぬやしき（獅子神優子）

### 劇場アニメ
- 劇場版 NARUTO -ナルト- 大激突!幻の地底遺跡だってばよ（2005年、テムジン〈幼少期〉）
- トワノクオン（2011年、母の声）
- 名探偵コナン 沈黙の15分（2011年、小林澄子）
- アシュラ（2012年）

### OVA
- サイキックフォース（1998年、少年）
- 菜々子解体診書（1999年、五月薫）
- エイリアン9（2001年、大谷里子、塩野崎先生、ゆりの母）
- 鋼鉄天使くるみ零（2001年、お天気お姉さん）
- マリンとヤマト 不思議な日曜日（2001年、主婦）
- 名探偵コナン 街探検!動物マークをゲットせよ!（2003年、小林先生）
- サクラ大戦 エコール・ド・巴里（2003年、コレット）
- 名探偵コナン 標的は小五郎!! 少年探偵団マル秘調査（2005年、小林先生）
- 名探偵コナン MAGIC FILE2011 新潟〜東京 おみやげ狂騒曲（2011年、小林澄子）

### Webアニメ
- 亡念のザムド（2008年、若い頃のサンノオバ）
- エウレカセブンAO「ロード・ドント・スロー・ミー・ダウン」（2017年、ハンナ[14]）

### ゲーム
1998年
- ダンス! ダンス! ダンス!（ソフィア）

1999年
- サイフォンフィルター（リアン・シン）
- まぼろし月夜（坂上美雪）

2000年
- まぼろし月夜〜月夜野綺譚〜（坂上美雪）

2001年
- おかえりっ!〜夕凪色の恋物語〜（高倉波美）
- Sister Princess（じいや）
- Sister Princess ピュア・ストーリーズ（じいや）
- 仙界通録正史 〜TVアニメーション仙界伝封神演義より〜（竜吉公主）

2002年
- ガラクタ名作劇場 ラクガキ王国

2003年
- Sister Princess 2（じいや、じいやの妹）
- Sister Princess 2 PREMIUM FAN DISC（じいや、じいやの妹）

2017年
- IMPLOSION（ゴールディ・ミラー）

### 吹き替え

#### 担当女優
マギー・Q
- ジェネックス・コップ2（ジェーン）
- ダイバージェントシリーズ（トーリ・ウー）
  - ダイバージェント
  - ダイバージェントNEO
  - ダイバージェントFINAL

- ファンタジー・アイランド（グウェン）
- マーベラス（アンナ）

レン・シュミット
- アウトキャスト（メーガン・ホルター）
- PERSON of INTEREST 犯罪予知ユニット（アイリス・キャンベル）
- ボードウォーク・エンパイア 欲望の街（ジュリア・サゴースキー）

ロザムンド・パイク
- ゴーン・ガール（エイミー・エリオット・ダン）
- しあわせはどこにある（クララ）
- ベイルート（サンディ・クラウダー）
- THE INFORMER/三秒間の死角（ウィルコックス）

#### 映画
- アダム&アダム（マヤ・ソリアン〈キャサリン・キーナー〉（2018年時））
- アメリカン・ヒストリーX（ダヴィナ・ヴィンヤード〈ジェニファー・リーン（英語版）〉）
- アレックス・ライダー（ジョーンズ夫人〈ソフィー・オコネドー〉）
- アンセイン 〜狂気の真実〜（アシュレイ〈エイミー・マランス（英語版）〉）
- 依頼人（カレン）※テレビ朝日版
- インフェルノ（マルタ・アルヴァレス〈アイダ・ダーヴィッシュ〉）
- 運命の元カレ
- エアポート2013 航空機全滅（ケイト・パークス〈ティア・カレル〉）
- エイリアン: コヴェナント（ローゼンタール〈テス・ハウブリック（英語版）〉[15]）
- L.A. ギャング ストーリー（コニー・オマラ〈ミレイユ・イーノス〉）
- お買いもの中毒な私!（スーズ〈クリステン・リッター〉）
- オデッセイ（アニー・モントローズ〈クリステン・ウィグ〉）
- KIMI/サイバー・トラップ（KIMI[16]）
- グランド・イリュージョン（アルマ・ドレイ〈メラニー・ロラン〉）
- クレイヴン・ザ・ハンター[17]
- クレイマー、クレイマー（フィリス・バナード〈ジョベス・ウィリアムズ〉）※BD版
- ゲーム・チェンジ 大統領選を駆け抜けた女（ニコール・ウォレス〈サラ・ポールソン〉）
- ゲスト（レイチェル〈エリザベス・バンクス〉）
- こころに剣士を（カドリ〈ウルスラ・ラタセップ（英語版）〉）
- 最後に恋に勝つルール（ジーナ〈アリ・ラーター〉）
- 幸せになるための恋のレシピ（英語版）（カミーユ〈オドレイ・トトゥ〉）
- シャイニング ※テレビ東京版
- スター・ウォーズ/スカイウォーカーの夜明け
- スノー・バディーズ 小さな5匹の大冒険（英語版）
- SPY/スパイ（カレン・ウォーカー〈モリーナ・バッカリン〉）
- 素晴らしきかな、人生（クレア〈ケイト・ウィンスレット〉）
- 世界で一番パパが好き!
- ソウ5
- タイムマシン（エマ〈シエンナ・ギロリー〉）※DVD版
- TAXI NY（マータ・ロビンス〈ジェニファー・エスポジート〉）※フジテレビ版
- 007シリーズ
  - 007 リビング・デイライツ（マニーペニー〈キャロライン・ブリス〉）※テレビ朝日版
  - 007 ゴールデンアイ（マニーペニー〈サマンサ・ボンド〉）※ソフト版、テレビ朝日版
  - 007 トゥモロー・ネバー・ダイ（マニーペニー〈サマンサ・ボンド〉）※ソフト版
  - 007 ダイ・アナザー・デイ（マニーペニー〈サマンサ・ボンド〉）※ソフト版
  - 007 慰めの報酬（ストロベリー・フィールズ〈ジェマ・アータートン〉[18]）※キングレコード版
- 冷たい月を抱く女（タニア〈デブラ・ファレンティノ〉）※テレビ東京版
- チャイルド・プレイ チャッキーの花嫁（ジェイド〈キャサリン・ハイグル〉）
- 沈黙の逆襲（レジーナ）
- デス・プルーフ in グラインドハウス（リー〈メアリー・エリザベス・ウィンステッド〉）
- トカレフ（ヴァネッサ・マグワイア〈レイチェル・ニコルズ〉）
- トラップ（レイチェル〈アリソン・ピル〉[19]）
- ドローン・オブ・ウォー（モリー・イーガン〈ジャニュアリー・ジョーンズ〉）
- ハウエルズ家のちょっとおかしなお葬式（ジェーン〈キーリー・ホーズ〉）
- バタフライ・エフェクト3/最後の選択（アニータ・バーンズ〈シャンテル・ジャカローン〉）
- パッセンジャー（クルー[20]）
- バルフィ! 人生に唄えば（シュルティ・ゴーシュ・セングプタ〈イリアナ・デクルーズ〉）
- バンディッツ（エンジェル〈ニコレッテ・クレビッツ（英語版）〉）
- ピクセル（ジェーン夫人〈ジェーン・クラコウスキー〉）
- ビッグママ・ハウス（トゥイラ〈オクタヴィア・スペンサー〉）
- 秘密のラジオ・ガール
- ブレンダン・フレイザー 復讐街（英語版）（アンジー〈カタリーナ・サンディノ・モレノ〉）
- ヘンリー・プールはここにいる 〜壁の神様〜（ドーン〈ラダ・ミッチェル〉）
- ホーム・アローン（女係員）※テレビ朝日版（日本語吹替完全版Blu-rayBOX収録）
- ボヘミアン・ラプソディ
- ホワイトクラッシュ（英語版）（エステル〈キルステン・ウォーレン〉）
- マーシャルの奇跡（アニー・キャントレル〈ケイト・マーラ〉）
- マーベル・シネマティック・ユニバース（ソレン〈シャロン・ブリン（英語版）〉）
  - キャプテン・マーベル[21]
  - スパイダーマン:ファー・フロム・ホーム[22]
- マーリー2 世界一おバカな犬のはじまりの物語（英語版）（キャロル〈チェラー・ホースダル〉）
- マイヤーウィッツ家の人々 (改訂版)（ロレッタ・シャピロ〈レベッカ・ミラー〉）
- マッドマックス 怒りのデス・ロード（バルキリー〈ミーガン・ゲイル（英語版）〉）
- 魔法にかけられて
- マリー・アントワネットに別れをつげて（ガブリエル・ド・ポリニャック夫人〈ヴィルジニー・ルドワイヤン〉）
- 魅せられて（ミランダ・フォックス〈レイチェル・ワイズ〉）
- ミルドレッド（ジーニー・ホークス〈ブリジット・ウィルソン＝サンプラス〉）
- モ'・ベター・ブルース（クラーク・ベンタンコート〈シンダ・ウィリアムズ（英語版）〉）
- 4人の食卓（英語版）（ムン・ジョンスク〈キム・ヨジン〉）
- ラスト・ターゲット（クララ〈ヴィオランテ・プラシド〉）
- ラブ・アペタイザー（ダイアナ〈ラダ・ミッチェル〉）
- ランボー/最後の戦場（サラ・ミラー〈ジュリー・ベンツ〉）※ソフト版
- 恋愛適齢期（ドリー〈アマンダ・ピート〉）
- ワイアット・アープ ※テレビ東京版
- 忘れえぬ想い（シウワイ〈セシリア・チャン〉）
- ワニ&ジュナ 〜揺れる想い〜（英語版）（イ・ワニ〈キム・ヒソン〉）

#### ドラマ
- アリー my Love
- ALPHAS/アルファズ（サラ・ネルソン）
- ER緊急救命室 シーズン11 - 13（ジェーン・フィグラー〈サラ・ギルバート〉）
- NCIS 〜ネイビー犯罪捜査班（アビゲイル・ボーリン〈ダイアン・ニール〉）
- NCIS:LA 〜極秘潜入捜査班（ローレン・ハンター〈クレア・フォーラニ〉）
- エレメンタリー ホームズ&ワトソン in NY
- 溺れる女たち〜ミストレス〜（サヴァンナ〈アリッサ・ミラノ〉）
- カイルXY（エミリー・ホランダー）
- カウンターパート/暗躍する分身（クレア〈ナザニン・ボニアディ〉）
- 救命医ハンク2 セレブ診療ファイル（ステイシー）
- 恐竜SFドラマ プライミーバル（クローディア・ブラウン、ジェニー）
- クリミナル・マインド5 FBI行動分析課 #10（エリカ・シバーマン）
- ケース・センシティブ 静かなる殺人（ルース・ブラックスミス〈エヴァ・バーシッスル〉）
- 刑事ナッシュ・ブリッジス（レイチェル・マッケーブ）
- コールドケース6（キャッシー）
- コンバット・ホスピタル 戦場救命（レベッカ・ゴードン少佐〈ミシェル・ボース〉）
- 最高の愛〜恋はドゥグンドゥグン〜
- THE HEAD（エバ・ウルマン）
- THE FIRM ザ・ファーム 法律事務所（アビー・マクディーア〈モリー・パーカー〉）
- ザ・プラクティス ボストン弁護士ファイル（リンジー・ドール〈ケリー・ウィリアムズ〉）
- ザ・ルーキー 40歳の新米ポリス!?（ゾーイ・アンダーセン警部〈メルセデス・メイソン〉[23]）
- サルベーション-地球の終焉-（グレース・バロウズ〈ジェニファー・フィニガン〉）
- CSI:ニューヨーク
  - シーズン6（サムとニッキーの母親）
  - シーズン7（カミーユ・ジョーダンソン〈レスリー・アン・ブラント〉）
- ジェリコ 閉ざされた街
- SHERLOCK（シャーロック）2（ルイーズ）
- 新スーパーマン
- スキャンダル 託された秘密（メリー・グラント〈ベラミー・ヤング〉）
- スタートレック:ストレンジ・ニュー・ワールド
- ストライクバック:極秘ミッション（ケイト・マーシャル〈エヴァ・バーシッスル〉）
- SPY CITY 〜ベルリン 1961〜（ウルリケ・ファーバー〈ヨハンナ・ヴォカレク〉[24]）
- 雪山飛狐（袁紫衣〈アテナ・チュー〉）
- 千日の約束（ヒョナ）
- タイムレス（ルーシー・プレストン〈アビゲイル・スペンサー〉）
- 推奴 〜チュノ〜
- 24 -TWENTY FOUR- シーズン4
- テラノバ/Terra Nova
- ドーソンズ・クリーク
- トミーとタペンス -2人で探偵を-
- ドラキュラ伯爵（シスター・アガサ・ヴァン・ヘルシング〈ドリー・ウェルズ〉）
- PERSON of INTEREST 犯罪予知ユニット
  - シーズン1 #10（ウェンディ・マクナリー〈ブリジット・リーガン〉）
  - シーズン3 #15（サンドラ・ニコルソン〈メリッサ・サージミラー〉）
- バーン・ノーティス 元スパイの逆襲（ナタリー・ライス）
- Happy!（メレディス・マッカーシー〈リリ・マイロニック〉）
- バイオハザード(テレビドラマ)（イヴリン）
- バッド・シスターズ（グレース〈アンヌ＝マリー・ダフ〉）
- 犯罪捜査官 アナ・トラヴィス（ジュリア）
- 犯罪捜査官ネイビーファイル（ハリエット・シムズ大尉〈カリー・ターナー〉）
- プライベート・プラクティス
  - シーズン3（ケリー〈ペリー・リーヴス〉）
  - シーズン4（シャロン）
- ブラインドスポット タトゥーの女（ナズ・カマル〈アーチー・パンジャビ〉）
- ブラザーズ&シスターズ
- BLOODLINE ブラッドライン（ダイアナ・レイバーン〈ジャシンダ・バレット〉）
- プリズン・ブレイク（ベロニカ・ドノバン〈ロビン・タニー〉）
- BULL / ブル 法廷を操る男（アルティ・キャンダー〈アーチー・パンジャビ〉）
- プロディガル・サン 殺人鬼の系譜（ジェシカ・ウィットリー〈ベラミー・ヤング〉[25]）
- ホワイトチャペル3 終わりなき殺意（ディーナ・ノロイ）
- マーダーズ・イン・ビルディング[26]
- Uボート ザ・シリーズ 深海の狼（シモーヌ・シュトラッサー〈ヴィッキー・クリープス〉[27]）
- ライ・トゥ・ミー 嘘は真実を語る（ジリアン・フォスター〈ケリー・ウィリアムズ〉）
- マーベラス（アンナ）
- 私たちの青い夏（ローレル〈ジャッキー・チャン〉）
- 私はラブ・リーガル2（シャーロット・パーキンズ）

#### アニメ
- インクレディブル・ファミリー（イヴリン・ディヴァー[28]）
- ガーゴイルズ（エリサ・マーザ、デライラ）
- ザ・バットマン（エレン・イン）
- ジェネレーター・レックス（ホリデー）
- ターザン2
- トムとジェリー
- ヒルダの冒険（ママ）
- Oops!フェアリー・ペアレンツ（ママ）
- プレーンズ2/ファイアー&レスキュー（パッチ）
- ベン10（セレナ）
- ミュータント・タートルズ（エイプリル）
- TMNT（エイプリル・オニール）
- 野生の島のロズ[29]

### テレビ番組
- NHK教育テレビはてな・サイエンス（お姉さん）
- NHK教育テレビしらべてサイエンス（お姉さん）

### ナレーション
- NEWS23（TBSテレビ、 2016年3月末 - ）
- お願い!ランキング（テレビ朝日)
- 世界・ふしぎ発見!（予告ナレーション）
- 地球ドラマチック（予告ナレーション）
- サイエンスゼロ（NHK Eテレ）
- TVシンポジウム
- GiRLS2（日本テレビ）
- 大調査!! なるほど日本人（テレビ東京）
- BS TBS 田崎真也流
- 出川哲朗の恥の王様（TBSテレビ）
- 中居くん決めて!（TBSテレビ）
- 100分de名著（NHK Eテレ）
  - 2015年放送分 オイディプス王（6月） 斜陽（9月）
  - 2016年放送分 エミール（6月）永遠平和のために（8月）100分de手塚治虫（スペシャル） 野生の思考（12月）
  - 2017年放送分 維摩経（6月）野火（8月）
  - 2018年放送分 ノートルダム・ド・パリ（2月）100分de石ノ森章太郎（スペシャル）エチカ（12月）
  - 2019年放送分 夏目漱石スペシャル（3月） 燃え上がる緑の木（9月） カラマーゾフの兄弟（12月）
  - 2020年放送分 ピノッキオの冒険（4月） モモ（8月） ディスタンクシオン（12月）
  - 2021年放送分 100分de災害を考える（3月）華氏451度（6月） 戦争は女の顔をしていない（8月）
  - 2022年放送分 金子みすゞ詩集（1月） 存在と時間（4月） 太平記（7月）
- ディズニーランド・ディズニーシーインフォメーションCD
- ハイビジョン特集
- 愛知発地域ドラマ「真夜中のスーパーカー」（番宣ナレーション、NHK BSプレミアム）
- ガタの国から（番宣ナレーション、NHK BSプレミアム）

### パチンコ・パチスロ
- パチンコ
  - Pうる星やつら〜ラムのLoveSong〜（おユキ）
- パチスロ
  - うる星やつら2（おユキ）
  - パチスロうる星やつら3（おユキ）

### シリーズ一覧
1. ↑  第1作（2016年 - 2017年）、第2作『魔法つかいプリキュア!!〜MIRAI DAYS〜』（2025年）